# Hedychium coccineum
Hedychium coccineum es una planta de la familia de las zingiberáceas.

## Descripción
El lirio de jengibre rojo  (Hedychium coccineum) es una planta nativa del Himalaya, forma una mata baja con tallos extendidos y hojas estrechas. Sus espectaculares espigas florales erectas, que solo dan unas pocas flores, pueden alcanzar 25 cm de alto. Las flores varían de coral claro al rojo vivo y a veces  amarillo, siempre con un exagerado estambre rosa.

## Cultivares
Tom Wood ha desarrollado varios cultivares de Hedychium coccineum incluido aurantiacum, comercialmente conocido como "Orange Bush" o "Flaming Torch". El cultivar "Tara" tiene brillantes flores anaranjadas y es el más resistente a las heladas que la especie.